# Alfonso Lorenzo
Alfonso Lorenzo – piłkarz argentyński, pomocnik.
Jako piłkarz klubu Barracas Central Buenos Aires był w kadrze reprezentacji Argentyny w finałach mistrzostw świata w 1934 roku, gdzie Argentyna odpadła już w pierwszej rundzie. Nie zagrał w jedynym meczu ze Szwecją.